# Disteganthus calatheoides
Disteganthus calatheoides är en gräsväxtart som först beskrevs av Lyman Bradford Smith, och fick sitt nu gällande namn av Lyman Bradford Smith och Robert William Read. Disteganthus calatheoides ingår i släktet Disteganthus och familjen Bromeliaceae. Inga underarter finns listade i Catalogue of Life.